# Hans Lüken
Le Hans Lüken est un ancien canot de sauvetage  de la Deutsche Gesellschaft zur Rettung Schiffbrüchiger (Société allemande de sauvetage des naufragés (DGzRS)). Il a été construit au chantier naval Schweers en Basse-Saxe en 1969. Il a comme sister-ship le G. Kuchenbecker au Museumshafen Büsum et en tant que navire musée les Otto Schülke à Norderney et H.-J. Kratschke à Brême.
Il est désormais visible au Deutsches Schifffahrtsmuseum  de Bremerhaven.

## Historique
Le navire a été nommé d'après un contremaître du navire de sauvetage Hindenburg (de), qui n'est pas revenu d'une mission près de Borkum le 28 novembre 1940 (le bateau a peut-être heurté une mine

### Stationnement
De septembre 1969 à juin 1980, le navire était stationné à Wilhelmshaven. Puis il a été transféré sur l'île Langeoog jusqu'en avril 1991. Il a ensuite été déplacé en juillet 1991 à la station de l'île Greifswalder Oie, qui avait été nouvellement construite après la réunification de l'Allemagne. 
En juillet 1996, le Hans Lüken a été transféré à Büsum et, en octobre 1996, le navire a été retiré et remplacé par un nouveau bâtiment. Après un démantèlement temporaire, le Hans Lüken est devenu un bateau de réserve à partir du 1er septembre 1997, par exemple pour représenter d'autres unités de sauvetage en mer lors de séjour au chantier naval. Le déclassement définitif a eu lieu en juillet 2002.

### Préservation
Depuis octobre 2002, le Hans Lüken est exposé au Deutsches Schifffahrtsmuseum, musée maritime allemand de Bremerhaven.